# Reitwein
Reitwein est un village d'Allemagne située dans le Land du Brandebourg, à proximité de la frontière avec la Pologne.

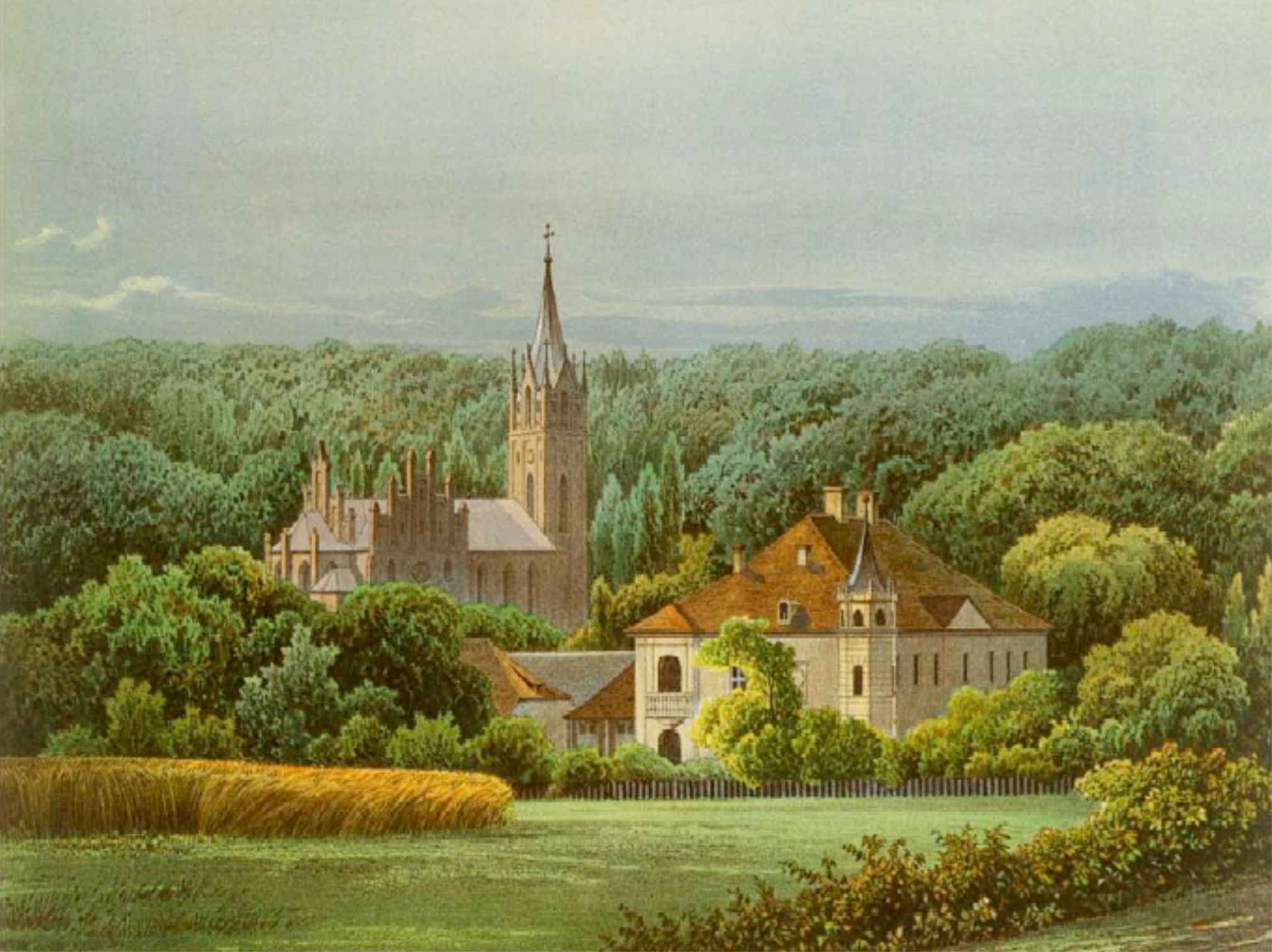
Reitwein

## Démographie
- Évolution de la population dans les limites actuelles. -- Ligne bleue: Population; Ligne pointillé: Comparaison avec le développement de Brandebourg -- Fond gris: Période du régime nazie; Fond rouge: Période du régime communiste

| Année | Population |
| ----- | ---------- |
| 1875  | 957        |
| 1890  | 1 006      |
| 1910  | 831        |
| 1925  | 909        |
| 1933  | 857        |
| 1939  | 835        |
| 1946  | 859        |
| 1950  | 1 100      |
| 1964  | 788        |
| 1971  | 775        |

| Année | Population |
| ----- | ---------- |
| 1981  | 577        |
| 1985  | 525        |
| 1989  | 507        |
| 1990  | 509        |
| 1991  | 501        |
| 1992  | 497        |
| 1993  | 499        |
| 1994  | 484        |
| 1995  | 475        |
| 1996  | 493        |

| Année | Population |
| ----- | ---------- |
| 1997  | 517        |
| 1998  | 535        |
| 1999  | 535        |
| 2000  | 534        |
| 2001  | 544        |
| 2002  | 545        |
| 2003  | 538        |
| 2004  | 526        |
| 2005  | 535        |
| 2006  | 530        |

| Année | Population |
| ----- | ---------- |
| 2007  | 505        |
| 2008  | 489        |
| 2009  | 491        |
| 2010  | 503        |
| 2011  | 482        |
| 2012  | 477        |
| 2013  | 454        |